# 哈爾巴赫河 (武爾姆河支流)
50°47′4.6″N 6°7′19.8″E / 50.784611°N 6.122167°E

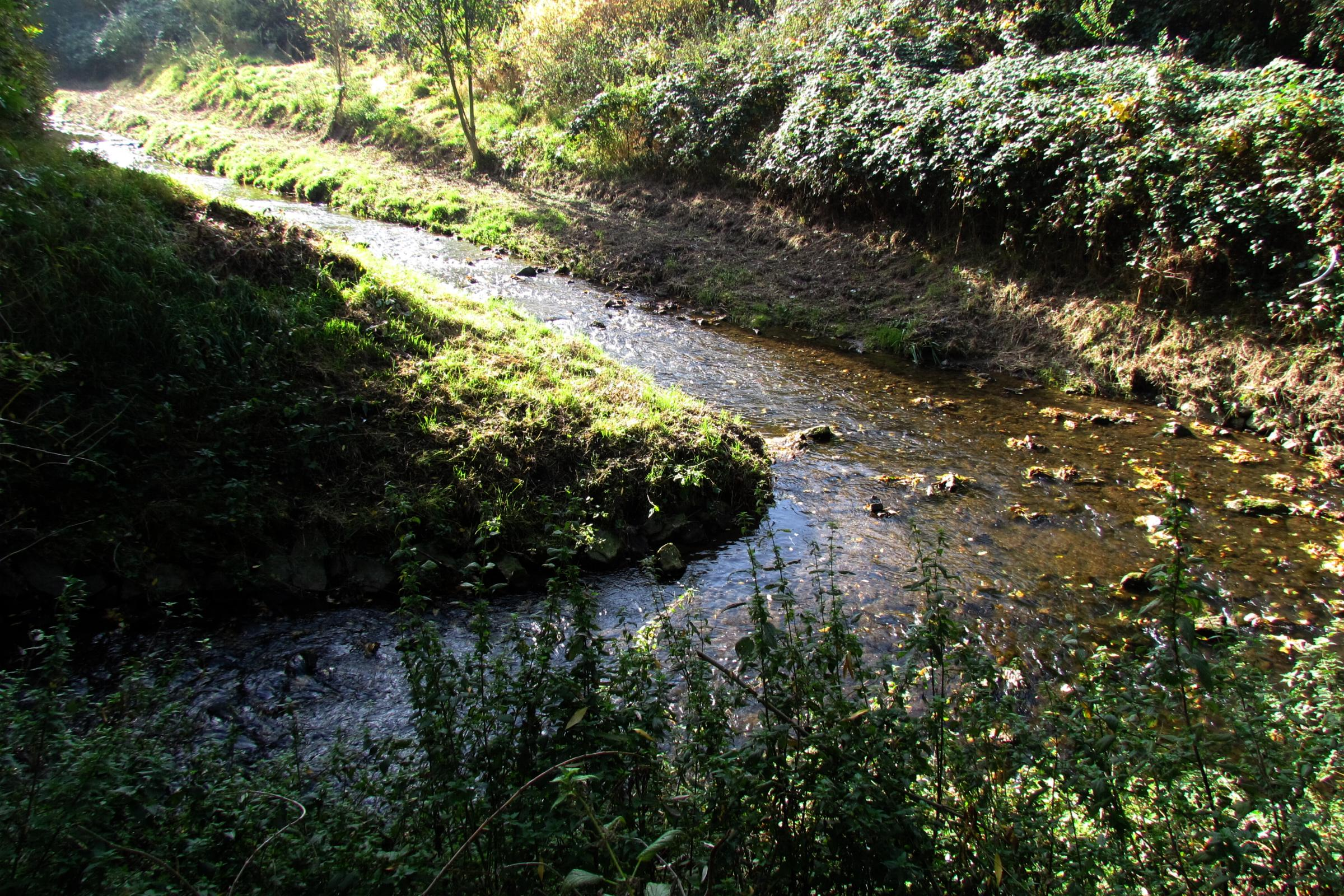

哈爾巴赫河（德語：Haarbach），是德國的河流，位於該國西部，處於北萊茵-威斯特法倫州，屬於武爾姆河的右支流，河道全長13.5公里，流域面積16平方公里。